# SS Andrea Doria
SS Andrea Doria là một con tàu của Ý (Società di navigazione Italia) có cảng nhà ở Genoa, Ý, được biết đến với vụ chìm tàu vào năm 1956, trong đó có 1.706 hành khách và thủy thủ đoàn, 1.660 người đã được cứu, trong khi 46 hành khách và phi hành đoàn thiệt mạng.
Được đặt theo tên của đô đốc Genova thế kỷ 16 Andrea Doria, con tàu có tổng trọng tải đăng ký là 29.100 và sức chứa khoảng 1.200 hành khách và 500 thủy thủ đoàn. Trong số tất cả các con tàu của Ý vào thời điểm đó, Andrea Doria là con tàu lớn nhất, nhanh nhất và được cho là an toàn nhất. Hạ thủy vào ngày 16 tháng 6 năm 1951, con tàu bắt đầu chuyến hành trình đầu tiên vào ngày 14 tháng 1 năm 1953.

## Diễn biến
Vào ngày 25 tháng 7 năm 1956, trong khi Andrea Doria đang tiến đến bờ biển Nantucket, Massachusetts, Hoa Kỳ, hướng đến Thành phố New York, hướng đông Stockholm của Tuyến Thụy Điển Mỹ đã va chạm với cô ấy. Bị va vào mạn phải tàu, Andrea Doria nặng hàng đầu ngay lập tức bắt đầu nghiêng hẳn sang mạn phải, khiến một nửa số xuồng cứu sinh của cô không thể sử dụng được. Do đó, việc thiếu xuồng cứu sinh có thể dẫn đến thiệt hại đáng kể về nhân mạng, nhưng con tàu vẫn nổi hơn 11 giờ sau vụ va chạm. Hành vi bình tĩnh, phù hợp của thủy thủ đoàn, cùng với những cải tiến trong thông tin liên lạc và phản ứng nhanh chóng của các tàu khác, đã ngăn chặn được thảm họa có quy mô tương tự thảm họa Titanic năm 1912. Trong khi 1.660 hành khách và thủy thủ đoàn được cứu và sống sót, 46 người trên tàu con tàu chết do hậu quả trực tiếp của vụ va chạm. Chiếc tàu sang trọng được sơ tán bị lật úp và chìm vào sáng hôm sau. Vụ tai nạn này vẫn là thảm họa hàng hải tồi tệ nhất xảy ra ở vùng biển Hoa Kỳ kể từ vụ lật úp tàu Eastland ở Chicago vào năm 1915.
Vụ việc và hậu quả của nó đã được các phương tiện truyền thông đưa tin rầm rộ. Trong khi các nỗ lực giải cứu đều thành công, nguyên nhân của vụ va chạm với Stockholm và sự mất tích của Andrea Doria đã thu hút nhiều sự quan tâm của giới truyền thông và nhiều vụ kiện. Phần lớn là do một thỏa thuận giải quyết ngoài tòa án giữa hai công ty vận chuyển trong các phiên điều trần ngay sau thảm họa, không có nguyên nhân nào được xác định chính thức được công bố.